# Phosphoinositid-Phospholipase C
Phosphoinositid-Phospholipase C (auch Phospholipase C, kurz PLC) heißen Enzyme, die Phosphatidylinositol-4,5-bisphosphat (PIP2) zu Inositoltrisphosphat (IP3) und Diacylglycerol (DAG) hydrolysieren. Dieser Reaktionsschritt ist verantwortlich für die Weiterleitung von Signalen vom Zelläußeren ins Zellinnere. Wirbeltiere haben sechs Typen von PLCs (β, γ, δ, ε, ζ, η), während niedere Eukaryoten weniger PLC-Typen besitzen. Die Typen unterscheiden sich hinsichtlich ihrer Regulation und Lokalisierung im Organismus, und zu jedem Typ gibt es mehrere Isoformen.

## Funktion

Angriffspunkte verschiedener Phospholipasen

Die Phospholipase C spaltet im Gegensatz zu den Phospholipasen A1, A2 und D nach Aktivierung Phospholipide zwischen Glycerin und der Phosphatgruppe (siehe Abbildung). Dabei werden aus Phosphatidylinositol-4,5-bisphosphat die für die zelluläre Signaltransduktion wichtigen Sekundärsignale Inositoltrisphosphat (IP3) und Diacylglycerin (DAG) gebildet.
Phospholipasen des Typs Cβ werden durch G-Proteine (Gq) aktiviert. Hierbei wird es durch ein Signal am G-Protein-gekoppelter Rezeptor (7-TM-Rezeptor) stimuliert, wodurch die alpha-Untereinheit von Gq aktiviert wird. Mögliche Signale können Hormone, Neurohormone und sensorische Signale wie Duftstoffe oder Licht sein.
Phospholipasen des Typs Cγ werden dagegen durch Rezeptor-Tyrosinkinasen an einem spezifischen Tyrosinrest phosphoryliert. PLCγ enthält auch SH2- und SH3-Domänen, an denen Proteine für eine weitere Signalantwort binden.